# Wilbur F. Sanders

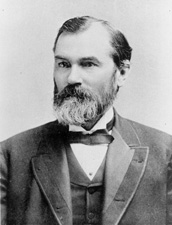
Wilbur F. Sanders

Wilbur Fiske Sanders (* 2. Mai 1834 in Leon, Cattaraugus County, New York; † 7. Juli 1905 in Helena, Montana) war ein US-amerikanischer Politiker (Republikanische Partei) und einer der beiden ersten US-Senatoren für den Bundesstaat Montana.
Nach dem Schulbesuch arbeitete Wilbur Sanders als Lehrer in New York, ehe er 1854 nach Ohio zog und dort zunächst ebenfalls diesen Beruf ausübte. Danach ließ er sich in Akron zum Rechtsanwalt ausbilden und wurde 1856 in die Anwaltskammer aufgenommen. Im Sommer 1861 stellte er eine Infanteriekompanie und eine Artilleriebatterie für den Einsatz im Bürgerkrieg auf. Im 64. Infanterieregiment des Unionsheers nahm er den Rang eines First Lieutenant und die Funktion eines Adjutanten ein. 1862 war er mit dem Bau von Verteidigungsanlagen entlang des Schienennetzes südlich von Nashville betraut.
Als seine vorgesehene Dienstzeit beendet war, verließ Sanders das Militär und ließ sich in jenem Teil des Idaho-Territoriums nieder, aus dem später der Staat Montana entstand. Er begann dort als Jurist zu praktizieren; außerdem betätigte er sich im Bergbau und der Viehzucht. In den Jahren 1864, 1867, 1880 und 1886 bewarb er sich um den Posten des Delegierten im US-Repräsentantenhaus für das inzwischen entstandene Montana-Territorium, unterlag aber jeweils. Von 1873 bis 1879 gehörte er dem territorialen Repräsentantenhaus an. Während dieser Zeit spielte er auch eine wichtige Rolle beim Aufbau rechtsstaatlicher Strukturen in diesem Gebiet. Er fungierte auch als Staatsanwalt und führte in dieser Zeit die Anklage gegen Mitglieder einer Verbrecherbande, die als „Montana Vigilantes“ bekannt war. Letztlich wurden zahlreiche Todesurteile verhängt und vollstreckt.
Nachdem Montana in die Union aufgenommen worden war, wurden Sanders und der ebenfalls den Republikanern angehörende Thomas Charles Power zu den beiden ersten Vertretern des neuen Bundesstaates im US-Senat gewählt. Sanders’ Amtszeit in Washington, D.C. begann am 1. Januar 1890 und endete nach einem erfolglosen Wiederwahlversuch am 3. März 1893. In dieser Zeit führte er den Vorsitz im Committee on Enrolled Bills. Er betätigte sich danach nicht mehr politisch und verstarb 1905 in Helena, wo er auch beigesetzt wurde. Das Sanders County im äußersten Westen Montanas ist nach Wilbur Sanders benannt.